# 板蚌乡
板蚌乡，是中华人民共和国云南省文山壮族苗族自治州广南县下辖的一个乡镇级行政单位。

## 行政区划
板蚌乡下辖以下地区：
板蚌村、木艾村、永怀村、平老村和麻栗村。